# 贼鸥属
贼鸥属（学名Stercorarius）是鸻形目贼鸥科的唯一一属。包括7种。生活在温带和極地地区，在地面筑巢，属于长途候鸟，主要以鱼类和腐肉为食，并会偷取其他海鸟捕捉的食物，因此得名。它们还會攻擊啄食剛出生或落單的小企鵝。海鸟的体型大概45-63厘米。

## 分类
- 长尾贼鸥 Stercorarius longicaudus
- 短尾贼鸥 Stercorarius parasiticus
- 中贼鸥 Stercorarius pomarinus
- 智利贼鸥 Stercorarius chilensis
- 南极贼鸥 Stercorarius maccormicki
- 褐贼鸥 Stercorarius antarctica
- 大贼鸥 Stercorarius skua

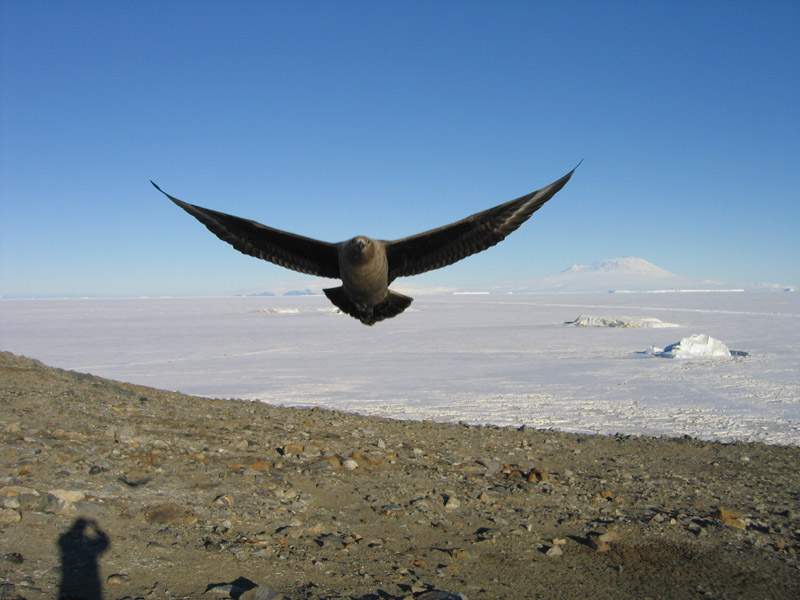
南极的贼鸥